# チャールズ・エヴァンス (登山家)
サー・ロバート・チャールズ・エヴァンス（Sir Robert Charles Evans M.D., DSc、1918年10月19日 - 1995年12月5日）は、イギリスの登山家、医師、教育者。

## 経歴
父であるR・C・エヴァンスが、第一次世界大戦で戦死してから数か月後の1918年10月19日に、リヴァプールに生まれた。
ウェールズで育ち、6歳までウェールズ語で話しており、英語は学校で学んだ。シュルーズベリー校から、1936年にオックスフォード大学に進んで医学を学び、1942年に医師の資格を得て、1943年にイギリス陸軍医療部隊に入隊した。

## 登山
すでに若い頃から、エヴァンスはアルプス山脈の典型的なルートの多くで登山を経験していた。イギリス統治下のビルマに派遣された戦時中には、この経験を生かして、シッキム王国やヒマラヤ山脈でも活動していた。1946年に除隊となった後は、リヴァプールに戻って神経外科医としての訓練を受け、1957年まで外科医として働いた。
1948年には、英国山岳会 (AC) 会員となり、1949年にはイングランド王立外科医師会フェローとなった。
1953年、エヴァンスはジョン・ハントが率いたイギリス・エベレスト遠征隊の副隊長となり、エベレストの初登頂に挑んだ。1953年5月26日、エヴァンスはトム・ボーディロンとともに、南峰への初登頂に成功し、主峰から標高差100フィート以内というところまでたどり着いたが、そこで撤退を余儀なくされた。その3日後、5月29日に、遠征隊の同僚であったエドモンド・ヒラリーとテンジン・ノルゲイによって主峰の初登頂が成し遂げられた。
1955年には、世界第3の標高を持つカンチェンジュンガの初登頂を目指す遠征隊の隊長を務めた。その翌年には、王立地理学会から金メダル（パトロンズ・メダル）を贈られた。

## 後年
エヴァンスは、1959年にウェールズ大学から名誉博士号を贈られた。また、ユニヴァーシティ・カレッジ・オブ・ノース・ウェールズ（the University College of North Wales：後のバンガー大学）の学長を1958年から1984年まで務めた。1967年から1970年にかけては、英国山岳会会長を務めた。
1969年、エヴァンスは、ナイト・バチェラーに叙された。

## 家族
エヴァンスの妻デニース・モーリン (Denise Morin) は、女性初の英国山岳会会長を務めた登山家であり、3人の息子たちもいずれも登山家となった。

## 主な著書
- Evans, Charles (1950). Eye on Everest. Dennis Dobson. ASIN B0099JO0ZO
- Evans, Charles (1955). On Climbing. Woodstock, VT, USA: The Countryman Press. ASIN B000J54WIM
- Evans, Charles (1957). Kangchenjunga: The Untrodden Peak. New York, NY, USA: E.P. Dutton and Co. ASIN B002DFL48C

## 関連文献
- Robert Charles Evans 1918-1995, obituary by Michael Ward, Geographical Journal, Vol. 162, No. 2 (Jul., 1996), pp. 257–258
- Charles Clarke, 'Evans, Sir (Robert) Charles (1918–1995)' Oxford Dictionary of National Biography, Oxford University Press, 2004